# Aeroporto de Paris-Charles de Gaulle
O Aeroporto de Paris Charles de Gaulle (IATA: CDG; ICAO: LFPG; WMO: 07157) (em francês: Aéroport Paris-Charles de Gaulle), tradicionalmente chamado de Aeroporto de Roissy-Charles-de-Gaulle ou Aeroporto de Roissy, está localizado em Roissy, 25 km a norte do centro de Paris, e é um centro de aviação mundial. Anteriormente denominado de Aéroport de Roissy, o nome foi alterado em 8 de março de 1974 para o atual nome em homenagem a Charles de Gaulle (1890-1970), general francês fundador da Quinta República Francesa. O aeroporto serve como ponto de referência para as empresas como Air France, Air France Cargo, FedEx Express, EasyJet e Delta Air Lines. Seu funcionamento é assegurado pela marca Paris Aéroport (anteriormente Aéroports de Paris) do Groupe ADP, que administra o Aeroporto de Paris-Orly e outros 26 aeroportos ao redor do mundo.

## Geografia
O Aeroporto de Paris-Charles de Gaulle cobre uma área de 32,38 quilômetros quadrados e estende-se por três departamentos e seis municípios:
- Departamento de Seine-et-Marne: municípios de Le Mesnil-Amelot (terminais satélites S3 e S4 e terminais 2E e 2F), Mauregard (terminais 1, 3) e Mitry-Mory (terminal 2G);[5]
- Departamento de Seine-Saint-Denis: municípios de Tremblay-en-France (terminais 2A, 2B, 2C, 2D e Roissypôle);[5]
- Departamento de Val-d'Oise: municípios de Roissy-en-France e Épiais-lès-Louvres;

A escolha de construir um hub de aviação internacional fora do centro de Paris foi feita devido à perspectiva limitada de possíveis realocações ou desapropriações e à possibilidade de expandir ainda mais o aeroporto no futuro.

## O projeto e a história
O planejamento e construção do que era então conhecido como Aéroport de Paris Nord (Aeroporto do Norte de Paris) começou em 1966. Observando o rápido crescimento do transporte aéreo de passageiros, o governo comprometeu-se, desde 1962, a identificar terrenos grandes o suficiente, fora da cidade, para poder acomodar um novo aeroporto nacional. O aeroportos nacionais existentes eram o Aeroporto de Paris-Orly e o Aeroporto de Le Bourget,  construídos no período da Primeira Guerra Mundial. As perspectivas para o tráfego nesse momento são de uma duplicação do volume a cada cinco anos, ou seja, doze milhões de passageiros entre 1975 e 1980.
Um decreto de 16 de junho de 1964 decidiu criar o aeroporto Paris Nord sobre uma grande superfície agrícola na região, a 23 quilômetros a nordeste de Paris. Essa área oferecia muitas vantagens: a previsão de eliminação de uma fazenda de tamanho reduzido permitiu aumentar a extensão quando a saturação fosse atingida. Um quinto da pista foi incorporado no esquema de Paris-CDG no final dos anos 1960. De 10 julho a 10 de agosto do mesmo ano realizou-se um inquérito público, que emitiu parecer favorável em 30 de outubro. O aeroporto ocuparia uma área de 2915 hectares.
O município de Roissy-en-France e outras cidades diretamente envolvidas tentaram em vão lutar contra a criação do aeroporto, que provocou, já no início, uma série de problemas com a chegada de equipamentos, que causaram danos significativos nas ruas de Roissy devido ao tráfego de caminhões, a formação de lamaçais, canos destruídos, entre outros. Os agricultores protestaram contra a construção do aeroporto, mas rapidamente entenderam que a obra seria inevitável e aceitaram negociar, visando a obtenção de compensações financeiras adequadas à compra de terras agrícolas em outros locais.
Em paralelo, uma grande polêmica se desenvolveu no recém-criado departamento de Val-d'Oise, acerca dos impactos da construção do aeroporto - primeiramente, sobre as áreas a serem desapropriadas e, depois, sobre as perspectivas de progresso econômico da região. Durante três anos, de 1969 a 1972, persistiu o boato de que o projeto estava cheio de erros e teria que ser expandido. Isso levou o governo a estabelecer três zonas de planejamento urbano, no departamento:
- A - (cinco e dez mil habitantes) proibida qualquer construção;
- B - (sessenta mil habitantes) construção de edifícios utilitários;
- C - (Cento e oitenta mil habitantes) áreas urbanas limitadas ao máximo;

Mesmo assim, a discussão alcançou dimensão nacional. A imprensa se dividiu entre os que eram a favor e os que eram contra a construção do aeroporto, sendo que, muitas vezes, a atitude com relação à obra era relacionada com a filiação partidária. A maior crítica ao Estado francês foi referente à falta de transparência e de informação sobre o projeto. Assim, no início dos anos 1970, a administração impôs limitações à realização de obras, visando a preservação do local, e afinal comprou o terreno do aeroporto. Em seguida, foi desmentido que a construção iria durar mais de 10 anos. O novo aeroporto foi finalmente inaugurado em 1974, após dez anos de trabalho.
Em 8 de março de 1974, o aeroporto, renomeado Aeroporto Internacional Charles de Gaulle, entrou em operação.
O terminal 1 foi construído no estilo avant-garde de arquitetura: um grande edifício circular de dez andares rodeado por sete outros edifícios satélites, cada um com quatro portas. O principal arquiteto foi Paul Andreu, que também desenhou as extensões do aeroporto, nas décadas seguintes.
Os terrenos em que se encontra o aeroporto são propícios a coelhos, lebres e raposas, que podem ser vistos pelos passageiros em determinadas horas do dia. O aeroporto organiza periodicamente caças e capturas, como forma de controle da população de animais no local.
Após a introdução da marca Paris Aéroport em todos os seus aeroportos parisienses, o Groupe ADP também anunciou grandes mudanças para o Aeroporto Charles de Gaulle: os terminais do Satélite 1 seriam fundidos, assim como os terminais 2B e 2D. Um novo sistema de triagem automatizada de bagagem e transportador no Terminal 2E foi instalado para acelerar o tempo de entrega de bagagem para as companhias aéreas que operam o hub do aeroporto. O CDG Express, a ligação ferroviária direta de Paris ao aeroporto está prevista para ser concluída em 2023.
Em 2021, o aeroporto começou a melhorar e reparar suas estruturas, a pista de número 3, com 2.7 km, aberta nos anos 2000, seria reparada e a área de escape (EMAS) seria reforçada, além disso a taxiway 7 também seria melhorada. Pequenas modificações na estrutura do ILS e equipamento meteorológico também seriam realizadas, a pista também irá receber iluminação em LED. O aeroporto ocupa atualmente 3,257 hectares.

## Identidade corporativa
O tipo de letra "Frutiger" foi imposto sobre as indicações para o aeroporto em 1975. Inicialmente chamada Roissy, foi reconhecida pelo seu projetista Adrian Frutiger. Até 2005, cada anúncio público no terminal era precedido por um selo distintivo apelidado "Roissy indicatif", composta por Bernard Parmegiani, em 1971. Esse selo sonoro pode ser ouvido numa cena do filme "Frantic", de Roman Polanski. Ele foi substituído por outro conhecido como "código ADP", a fim de adicionar um toque de magia ao aeroporto.
Em 26 de agosto de 1988, Mehran Karimi Nasseri encontrou-se detido no aeroporto Charles de Gaulle como imigrante em situação ilegal, ele afirmou que era um refugiado, mas que tinham roubado os seus documentos. Após anos de questões burocráticas, concluiu-se que Nasseri tinha entrado legalmente no aeroporto e não poderia ser expulso de suas dependências, mas, uma vez que ele não tinha documentos, não havia país para deportá-lo, deixando-o no limbo residencial. Nasseri continuou a viver dentro dos limites do aeroporto até 2006, embora as autoridades francesas tenham decidido que ele poderia sair se assim o desejasse. Esse fato foi a inspiração para o filme O Terminal (2004). Em julho de 2006, foi hospitalizado, e quando saiu no fim de janeiro de 2007, não retornou para o aeroporto. Passou inicialmente pelos cuidados da Cruz Vermelha Francesa e vive em abrigos desde 2008.

## Escolha da localização
Um folheto sobre o aeroporto de Paris, de março de 1964, intitulado «L'aéroport de Paris va entreprendre la construction d'un nouvel aéroport Paris-Nord» (em português: «Aeroporto de Paris começará a construção de um novo aeroporto Paris-Nord») explica que durante o estudo preliminar que começou em 1957, um inventário das plataformas prestou-se a construir um novo aeroporto, desenvolvido exclusivamente tendo em conta as condições de tipografia e habitação.
Para ajudar a travar a tendência de crescimento de Paris em direção a oeste, seria preferível optar pela localização no Norte de Paris, a fim de preservar as vantagens do ponto de vista das vias terrestres e assim fazer uma cobertura equilibrada da área de Paris por dois aeroportos situados simetricamente (um a norte e outro a sul). O local proposto para a construção está situado a 23 km do centro de Paris. Consiste num platô povoado, inteiramente destinado à agricultura, à implantação dum aeroporto que abrange 3 000 hectares só é possível através da destruição dos edifícios nas áreas que a construção vai ser regulamentada, onde terá superfície de oito mil hectares.[carece de fontes?]

## Terminais
O aeroporto internacional Charles de Gaulle tem três terminais:
- O Terminal 1 é o mais antigo;
- O Terminal 2 foi construído para a Air France, mas agora hospeda outras companhias aéreas;
- O Terminal 3 hospeda charters e companhias de baixo custo;

### Terminal 1

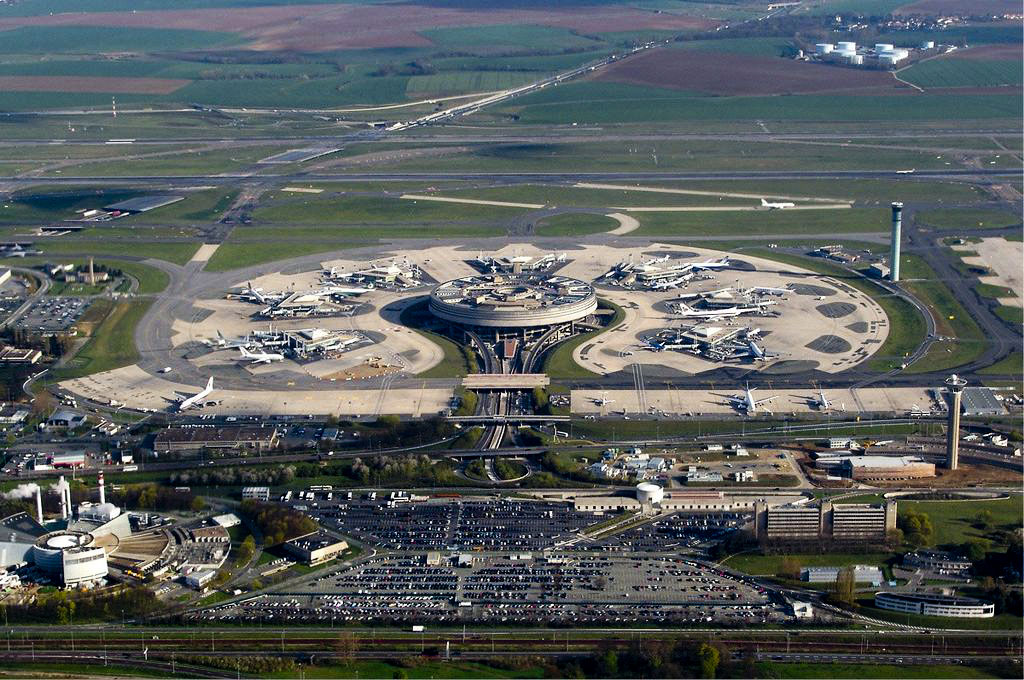
Vista aérea do Terminal 1

O primeiro terminal, projetado por Paul Andreu, foi construído como uma espécie de polvo. É constituído por um núcleo circular em torno das quais se encontram os satélites que estão dispostos a acolher aviões.
Os passageiros entram no edifício de carro por rampas que dão acesso aos vários pisos. O principal edifício tem seis andares. As boutiques, lojas e restaurantes estão localizados no segundo andar chamados de "Boutiques et services", as partidas (check-in e bagagens) estão no piso superior (terceiro piso) excepto para algumas companhias aéreas (Aer Lingus e Vueling, cujo registo é feito no segundo piso). As chegadas (recuperação de bagagem, as formalidades aduaneiras de importação) efectuam-se no quinto andar. O nível intermédio, ou seja, o quarto andar é dedicado às formalidades aduaneiras de exportação e permite o acesso ao "satélite" que são os terminais de embarque, propriamente dito. O primeiro andar (o menor), é principalmente composto de lojas. Finalmente, no sexto andar e seguintes são parques de estacionamento (sétimo, oitavo e nono andar) ou pisos reservados para governos e companhias aéreas.
A transição entre o terceiro, quarto e quinto andar é feito através de escadas rolantes dispostas no centro do edifício. Estas escadas passam acima de um pátio e portanto não são cobertas. Cada escada rolante é coberta por um tubo transparente para o isolamento entre o interior e o exterior do edifício. Estas esteiras têm sido usadas em filmes, como em Le Dernier Gang, do diretor Ariel Zeitoun.
O quarto andar dá acesso a sete satélites. Estes satélites são acessíveis através de um longo túnel, no final do qual há dez portões. Cada um desses túneis é um "tentáculo do polvo".
O desenho original do edifício não permite uma grande área de trânsito. Não há uma grande sala no interior do edifício, ao contrário de outros modelos de aeroportos mais convencionais, tornando as suas operações mais complicadas quando há voos. Acrescentando que muitos visitantes têm sido confundidos e decepcionados porque não podiam ver os aviões.[carece de fontes?] O trabalho está em curso para alcançar cerca de 12 milhões de passageiros por ano.

### Terminal 2
Também projetado por Paul Andreu, o segundo terminal foi inaugurado em 1982 (terminal 2A e 2B) e adotaram a filosofia de modular os terminais. A construção da terminal 2D (1989), 2C (1993) e da primeira península 2F (1999), que acompanha o desenvolvimento da sua principal operadora, a Air France.
O terminal 2E, com um design ousado, espaços abertos e amplos era a mais recente aquisição do CDG. Em 23 de Maio de 2004, pouco tempo após a sua inauguração, uma porção do teto desabou, logo no início do dia, perto da porta E50, matando quatro pessoas. Dois dos mortos eram chineses, e outros dois mortos eram da República Checa. Outras três pessoas ficaram feridas. O terminal 2E tinha sido inaugurado em 2003, após alguns atrasos na construção e foi desenhado por Paul Andreu. Andreu também desenhou o Terminal 3 no Aeroporto Internacional de Dubai, que desabou enquanto estava em construção em 28 de Setembro de 2004.
Em fevereiro de 2005, os resultados do inquérito administrativo foram publicados. Os especialistas salientaram que não houve nenhuma falha, mas sim um número de causas para o colapso. No inquérito concluiu-se que o concreto do teto não era suficientemente resistente e algumas aberturas enfraqueceram a estrutura. Fontes próximas à investigação também revelaram que toda a cadeia de edifícios do aeroporto tinham sido trabalhadas no limite, de modo a reduzir os custos. Paul Andreu denunciou as empresas de construção por não terem preparado corretamente o concreto armado.
Em 17 de Março de 2005, a ADP decidiu derrubar e reconstruir toda a parte do terminal 2E que tinha sofrido o colapso com um custo de aproximadamente 100 milhões de euros. A reconstrução visa substituir a estrutura utilizando uma aço e vidro. Durante a reconstrução, dois acessos foram construídos nas proximidades do terminal para assegurar a capacidade do terminal 2E. O terminal reabriu em 30 de março de 2008.
O Terminal 2 é atualmente composto por 6 módulos (A, C, E dispostos a sul e B, D e F dispostos a norte, separadas por uma estrada e estacionamento) e um satélite de embarque (Alfa), ligado ao terminal por uma ponte. Entre os terminais C, D, e E, F, existe a estação de TGV (Gare Aéroport Charles-de-Gaulle 2 TGV).
O Aeroporto de Paris Charles de Gaulle também construiu um Sistema automático de tratamento de bagagens (TBE). A primeira fase de implementação do sistema de triagem TBE incorporou a triagem de bagagens totalmente automatizada, entrando em serviço em setembro de 2007. Ela permite a correlação de todas as bagagens nos terminais 2E e 2F. O sistema deve ser ampliado ao terminal S3 no futuro.[carece de fontes?]

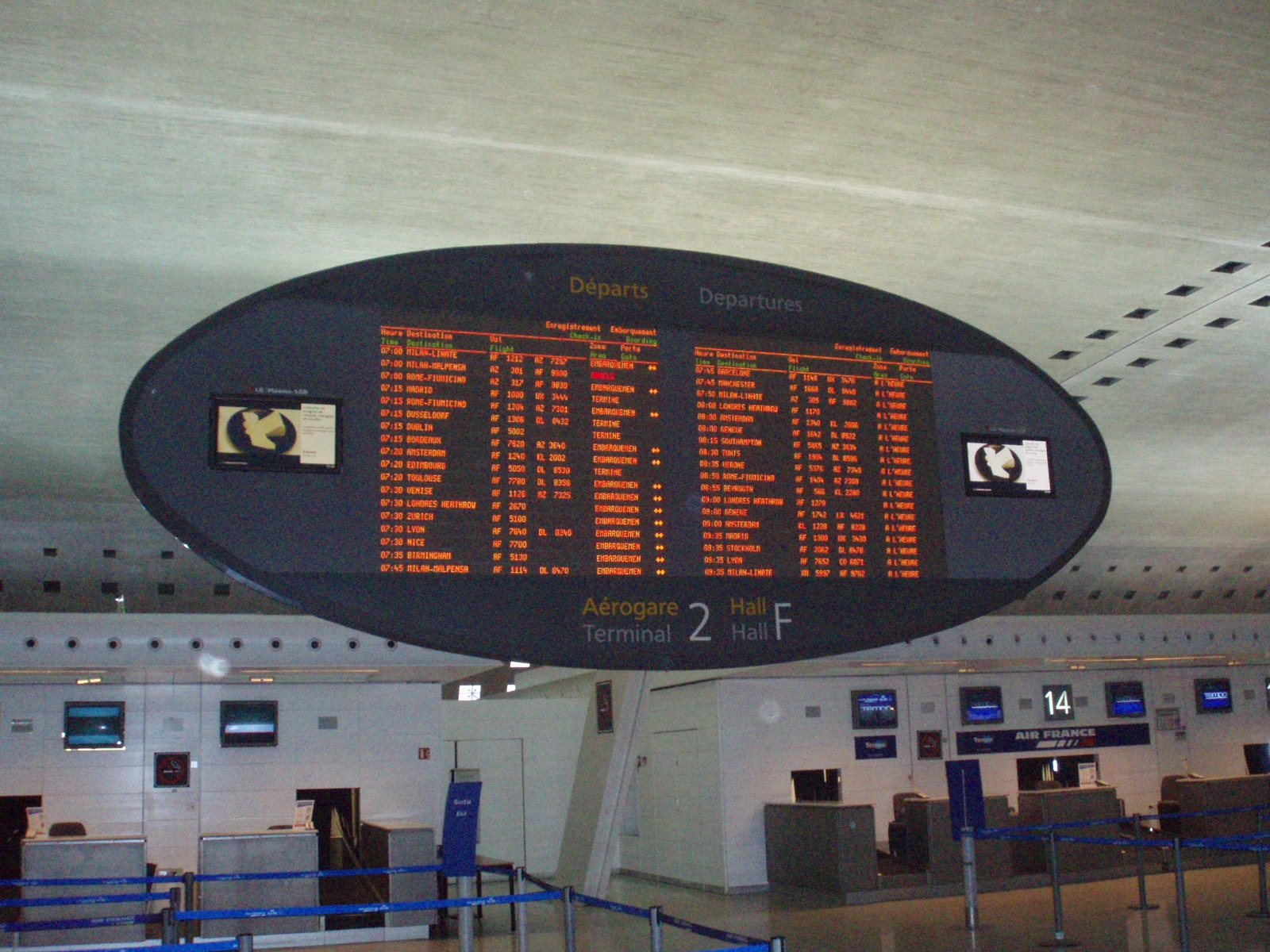
Sistema de Informação do Terminal 2F.
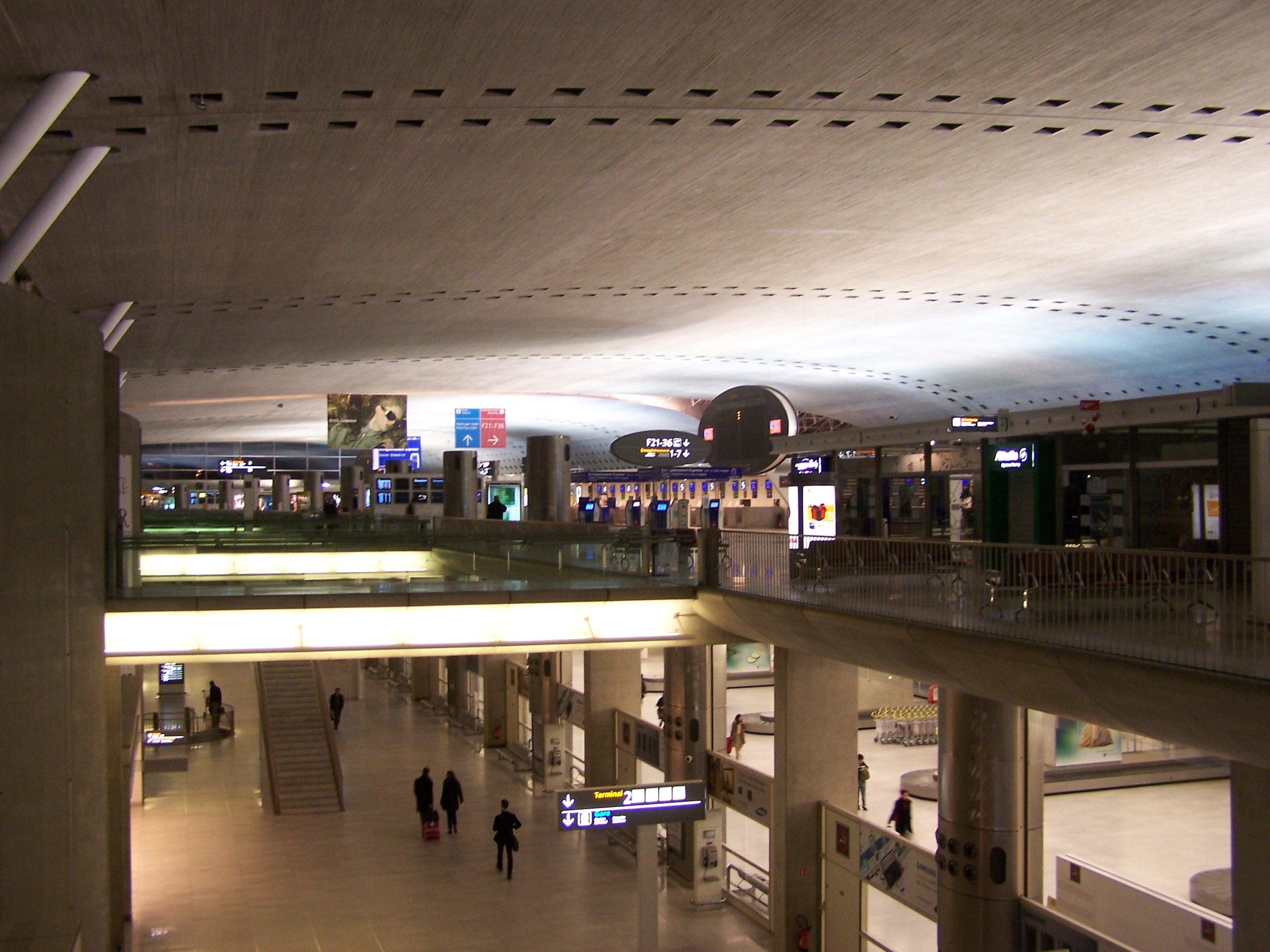
Interior do terminal 2F.
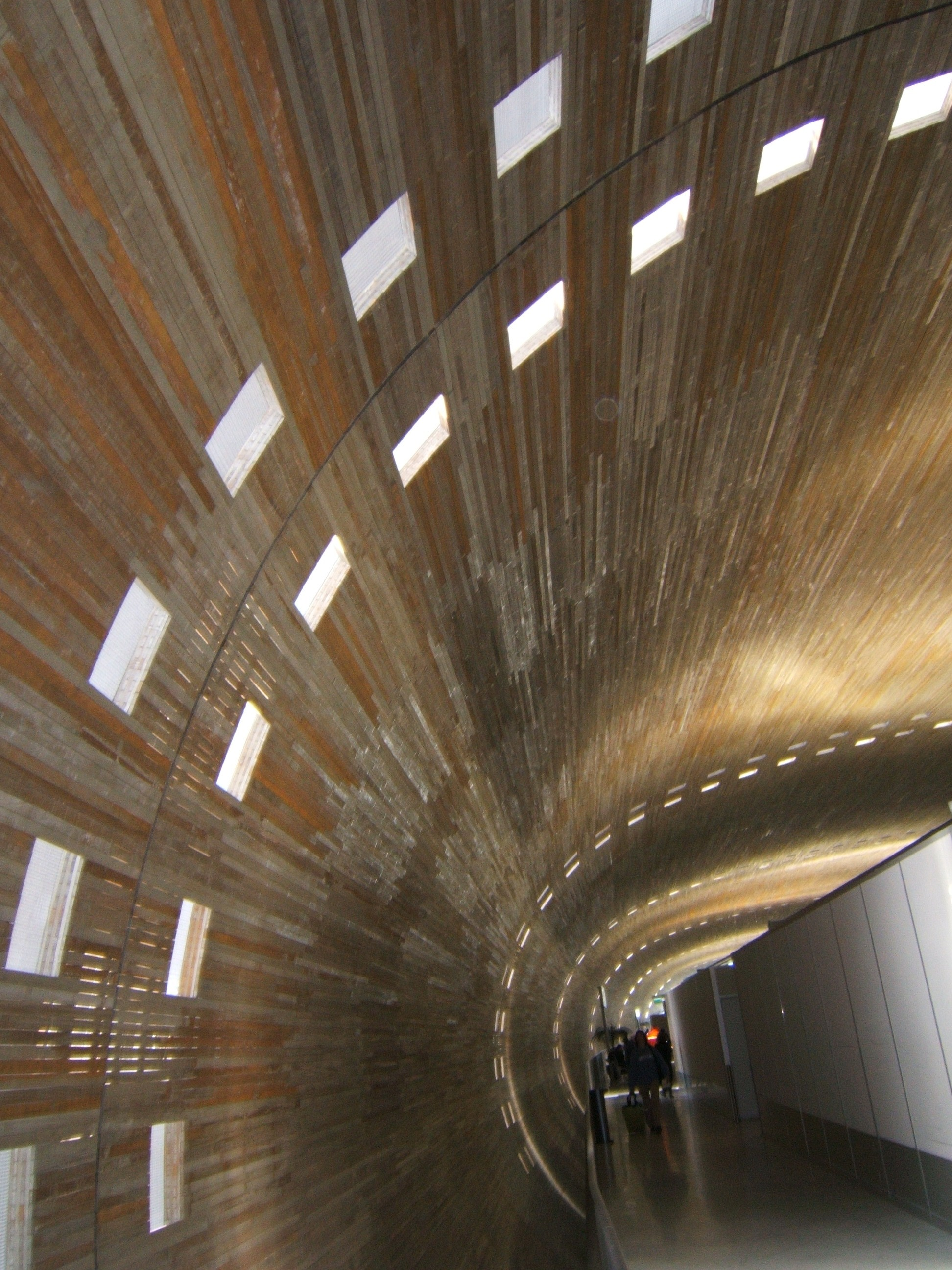
Parede interna do terminal 2F.

### Terminal 2-S4
O satélite S4 deverá ter uma capacidade de 7,2 milhões de passageiros. Além disso, o CDGVAL faz a conexão entre o Terminal 1 e o Terminal 2, através do estacionamento PX, PR e Roissypôle. Com o Terminal 2G, os satélites S3 e S4, a reconstrução do Terminal 2E, a recuperação do Terminal 1, e as obras dos terminais 2A e 2B, o Aeroporto de Paris Charles-de-Gaulle terá uma capacidade de mais de 80 milhões de passageiros por ano.

### Terminal 3
Anteriormente conhecido como T0 (zero), o nome do terceiro terminal foi considerado não "muito comercial" sendo alterado para T9. Finalmente, por questões lógicas, foi renomeado para Terminal 3. Construído como uma espécie de hangar, ele está destinado a receber os voos de baixo custo. Ele é constituído por um grande hangar em chapa perfurada com salas de embarque. Pode-se chegar a este terminal através da Rede Expressa Regional «Charles de Gaulle 1» a pé em três minutos. O hangar de onde chegam passageiros é chamado de Roissypôle e constitui a principal plataforma de transporte público de Roissy.

## Voos para o Brasil
Atualmente, a brasileira LATAM e a francesa Air France operam voos diários e diretos para 3 cidades no Brasil. Os aeroportos atendidos são o Aeroporto Internacional de São Paulo-Guarulhos, Aeroporto Internacional do Rio de Janeiro Tom Jobim/Galeão, Aeroporto Internacional de Fortaleza e Aeroporto Internacional de Salvador. A Air France também estuda outros destinos além dos já citados.

## Outras zonas no aeroporto
Zona de helicópteros
O aeroporto de Paris-CDG tem uma área para helicópteros perto do Terminal 3.
Zona empresarial
Na proximidade da zona de manutenção do aeroporto, que está situada ao norte da plataforma, existe uma área para voo privado e de turismo.
Área de Espera de Passageiros Pendentes (ZAPI 3)
A ZAPI é um espaço construído a fim de manter pessoas cujo acesso ao território francês foi recusado e os requerentes de asilo que aguardam tratamento dos seus pedido para entrar no território. Apenas duas organizações, a Cruz Vermelha e Anafé foram autorizadas a participar das operações. A primeira mantém uma assistência humanitária, segundo um assistente jurídico. Esta última, assim como muitas organizações de direitos humanos têm repetidamente denunciado violações da lei, incluindo leis sobre asilo e direitos humanos.
A legislação francesa permite que uma pessoa seja mantida em um ZAPI por até 20 dias. Geralmente, após 96 horas de manutenção administrativa, um juiz de condicional intervém. Ele pode estender a manutenção por oito dias, renovável apenas uma vez. É durante este período que a administração avalia se o pedido de asilo da pessoa é admissível. Caso contrário, a entrada na França é recusada e o estrangeiro é enviado de volta ao seu país.
O ZAPI 4 foi inaugurado para casos de grandes multidões, como durante a chegada de um grande número de chechenos e somalienses, candidatos a asilo em 2008. 
Em 21 abril de 2021, a Cruz Vermelha anunciou sua saída temporária do programa com medo que a aglomeração no precinto trouxesse problemas sanitários. Em 26 de abril a Associação Nacional de Assistência Fronteiriça a Estrangeiros (Anafé) também anunciou sua saída, ambas disseram que sair não foi uma decisão fácil mas que era necessário para chamar a atenção da administração que não atendia as solicitações de melhores condições sanitárias. 
A diretora da Anafé, Laure Palun, disse que no dia 27 de abril foram detidas 133 pessoas, a maioria vindas da Índia, e que é impossível abrir as janelas do espaço com capacidade para 157 pessoas, não há desinfecção das áreas comuns, como as cabines telefônicas, e que máscaras não são usadas ou são usadas incorretamente. Ainda de acordo, sabão e álcool em gel não estão disponíveis gratuitamente, "Existe claramente um perigo para as pessoas detidas em condições deploráveis, como para as pessoas que lá trabalham", assegura a diretora.

## Importância mundial
O Aeroporto Charles de Gaulle é um hub para as companhias aéreas Air France, FedEx, Airlinair, Europe Airpost, CityJet, Brit Air e outras empresas. Em outubro de 2021 a DHL Express abriu um hub no aeroporto, em um investimento de €170 milhões, cobrindo uma área de 235,688 km² com capacidade para 38,000 itens por hora.
Para o tráfego aéreo, o Aeroporto Paris-Charles de Gaulle ocupa o primeiro lugar na Europa, com 541 566 movimentos, seguido do Aeroporto de Frankfurt com 489 406 e do Aeroporto de Londres Heathrow com 477 029, ocupando o sétimo lugar no ranking dos maiores aeroportos do mundo. Em volume de carga, ele situa-se no segundo lugar na Europa (2 090 000 toneladas de mercadorias) atrás do Aeroporto de Frankfurt (2 215 000), Aeroporto de Londres Heathrow (1 569 000) e o Aeroporto de Amsterdão Schiphol (1 550 000). 
O aeroporto é o segundo maior aeroporto da Europa e o sétimo do mundo, tendo transportado 61,0 milhões de passageiros em 2011, atrás do Heathrow (68,1 milhões) e à frente de Rhein-Main (56,4 milhões). O aeroporto gera 10% da riqueza criada em Île-de-France e garante a utilização 85 000 empregados em 700 empresas para mais de 200 ocupações em 11 grandes áreas de atividade.

## Números
Ver a consulta original do Wikidata.
2006
Em número de passageiros, o aeroporto é o segundo maior da Europa com 59 922 177 passageiros ao ano, logo em seguida o aeroporto de Heathrow em Londres (68 068 554 passageiros) e depois o Aeroporto de Frankfurt (54 161 856 passageiros); em sexto lugar no ranking mundial. Em números de passageiros internacionais ele situa-se em segundo lugar tanto no ranking europeu como no mundial (54 904 358 passageiros) e logo em seguida Heathrow (61 458 541 passageiros).
2007
O aeroporto de Paris-CDG ocupa o segundo lugar na Europa para o número de passageiros: 59 922 177 passageiros um aumento de 5,4% em comparação com 2006. O aeroporto Paris-CDG é um dos primeiros da Europa em tráfego de aeronaves: 552 721 ou 2,1% superior a 2006.
2020
Em 2020, o aeroporto foi responsável pelo tráfego de 22 milhões de passageiros, o maior da Europa, seguido do Aeroporto de Amesterdão Schiphol. O impacto da pandemia do coronavírus resultou na queda de 70.8% do tráfego no aeroporto e 73.3% em toda Europa, se comparado a 2019.
Os aeroportos Paris-CDG, Paris-Orly e Paris-Le Bourget foram responsáveis pela criação de mais de 120.000 empregos diretos, com Paris-CDG sendo responsável por mais de 90.000 empregos diretos, 30.000 apenas na Air France.
O aeroporto movimentou mais de 212,300 aeronaves, queda de 57.4% comparado com o ano anterior.
Na área de carga, o aeroporto de Paris-Charles de Gaulle (CDG) e Paris-Orly (ORY) foram responsáveis por 2.25 milhões de remessas, e mais de 1,739,951 toneladas (queda de 17%), movimentando €6 bilhões no setor. O aeroporto abriga 200 companhias e um hub especial operado pelas empresas Air France, La Poste e FedEx, além de abrigar empresas especializadas em transporte de fármacos com certificação CEIV Pharma. Atualmente são dedicados 300 ha e 700,000 m² para armazéns cross docking.

## O centro econômico estabelecido pelo aeroporto
O aeroporto é um importante centro de emprego na Île-de-France, desde 80 000 salários identificados em 2005/2006, o que representa uma duplicação em quase dez anos. Estatisticamente, um milhão de passageiros iria criar 1 500 postos de trabalho, por cada cento e cinquenta, mais que em 2000.
Os funcionários são domiciliados: em Seine-Saint-Denis por 15 200 dentro dos outros; no Val-d'Oise por 12 000 dentro dos outros; em Seine-et-Marne por 12 000 dentro dos outros; em Paris por 8 000 deles; em Val-de-Marne por 4 800 dentro dos outros; Nos Hauts-de-Seine por 4 000 dentro de todos; em l'Essonne por 1 600 dentro de todos; Fora da Île-de-France para 19 600 deles (Oise na grande maioria, devido à presença de cidades como Senlis e Chantilly, a uma distância de 20 km do aeroporto).
75% dos empregados têm horários deslocados, a inadequação dos transportes em comum tanto em relação à origem geográfica dos trabalhadores e dos seus horários atípicos fez com que 90% deles utilizassem viatura própria para chegarem ao aeroporto Roissy. Para além do problema ambiental que representa, esta situação torna o difícil acesso aos empregos aeroportuários daqueles que não têm uma solução individual de deslocamento: os jovens, as casualidades.
Além dos transportes colectivos tradicionais, tais como o RER ou linhas de autocarros e carros que dão acesso à zona do aeroporto, que existem desde há uma dezena de anos, um sistema de transportes a pedido, Allobus, operado pelos Courriers da Île-de-France, ligado a quatro linhas conectado para o desenvolvimento econômico para Tremblay-en-France, Sarcelles, Villiers-le-Bel e Goussainville. Esta rede, que funciona 24 horas sobre 24 horas, com 4500 utilizadores regulares e assegura 445.000 viagens por ano.
Apesar do défice deste serviço, que atinge 1,7 milhões de euros, o Stif e as comunidades decidiram duplicar a ajuda para manter o serviço. O operador decidiu também contribuir para o cuidado do défice.
Além disso, 20 000 a 30 000 pessoas trabalham na Île-de-France em empresas cuja actividade está diretamente ligada ao aeroporto. Estas empresas estão principalmente localizadas em Tremblay-en-France, Villepinte e Roissy-en-France.

## Planos de expansão 2007-2012
Além da reconstrução do terminal 2E, duas grandes extensões de terminais estão em curso.
A realização do gigante satélite 3 (de 750 m) fornece mais vias para uma maior capacidade de linhas aéreas para grandes aeronaves, tais como o airbus A380. O check-in e a bagagem de mão são fornecidos na infraestrutura existente nos terminais 2E e 2F. O chek-in e a bagagem são tratados e providenciados pela infraestrutura nos terminais 2E e 2F. O satélite 3, o qual a construção pode ser vista pelos passageiros que chegam nos terminais 2E e 2F, foi inaugurado em parte a 27 de Junho de 2007, e completamente operacional em Setembro de 2007. O satélite 4 é semelhante em tamanho e está prevista a sua abertura para 2012 para fornecer uma capacidade adicional, uma vez mais contando com um novo modelo, check-in e bagagem de mão 100% automatizados na infraestrutura 2E e 2F. Esta facilidade, construída em colaboração com a Air France-KLM, é tão grande (é o segundo maior terminal da companhia área na Europa, depois de Madrid Barajas T4) que precisava de abrir por fases a fim de estar completamente operacional até ao final do verão de 2007. A alta tecnologia, futurista, do edifício de aço e vidro proporciona alívio para milhões de passageiros que não têm de suportar mais os fastidiosos e demorados passeios de autocarro para embarcar e desembarcar dos voos. O novo terminal S3 também significa transferências mais rápidas conectando aos voos e menos malas perdidas.
A construção começou com um novo terminal, o terminal 2G em setembro de 2006 com a primeira pedra do novo edifício em si estabelecidas, em março de 2007. Este terminal estava em operação, pelo menos, em março de 2009. Este é ligado ao terminal 2 do complexo por autocarros e eventualmente uma extensão do comboio CDGVAL de serviço. 2G é usado para passageiros que voam na área de Schengen (e, deste modo, não têm controlo de passaportes) e auxilia os voos regionais da Air France e o tráfego europeu e fornece aviões com pequena capacidade (até 150 passageiros), com um tempo de volta muito rápido, que é correntemente possível devido à permissão deles estacionarem perto do edifício do novo terminal e primeiro embarcarem passageiros por autocarro ou andando no chão. Esta ligação de autocarro é fora da zona de segurança e esta segurança é também necessária para transferir passageiros. Pelo menos 20 minutos devem ser concebidos quando se efetua a recolha de outro terminal para a área de partidas 2G.
A futura utilização do terminal 2 pela Air France contribui constantemente para o desenvolvimento e à abertura do complexo S3 e à nova secção 2G do Terminal 2. A 30 de Março de 2008, a reabertura do terminal 2E foi concluída, permitindo a máxima atividade de passageiros e a plena atividade dos serviços aeroportuários. A Air France começou a mudar o tráfego para utilizar a capacidade dos terminais 2C, 2D, 2E e 2F e eventualmente cessar as operações aos terminais 2A e 2B que continuarão a ser utilizados por outras transportadoras.
O terminal 3 não está realmente ligado e está afastado mais ou menos 5 minutos a pé da estação de eléctricos. Além disso, as informações na cabine direcionam as pessoas para o terminal 2 para certas companhias aéreas que são atualmente servidas pelo terminal 3. Para além disso, em cada um dos terminais, eles apenas mostram os voos nesse terminal.

## Projetos
O projeto do centro comercial Aéroville
Em 2007, o projeto de construção de um grande centro comercial ao sul do aeroporto na plataforma de carga área divide e provoca polêmica entre os moradores e políticos locais. É chamado de "Aéroville", este centro comercial gigante de quase cinco hectares de superfície (49 986 m²) feito pelo arquiteto Christian de Portzamparc, espera-se estar pronto no fim de 2012. Com um custo estimado em €270 milhões, ele acolhe boutiques chiques, uma creche, um ginásio e um estacionamento com 4.700 vagas.
Tudo será ocultado por um telhado "ondulante como um manto", segundo o arquiteto e rodeado por um jardim paisagístico e um corredor verde. De acordo com o seu criador, Unibail, é concebido para atrair turistas às boutiques de luxo e servir os empregados da plataforma, que sofrem de um déficit comercial e serviços. No entanto, dada a saturação do acesso rodoviário ao aeroporto, o crescimento exponencial dos problemas de circulação são denunciados, e os pequenos comerciantes acreditam que o projeto "transformara os centros urbanos em guetos nas proximidades", o comércio local não poderia sobreviver a esta nova oferta, acrescenta-se que a sobre-representação nas grandes áreas, especialmente a norte de Seine-Saint-Denis. Estes argumentos não foram aceitos pela divisão comercial e urbana nacional, isso permitiu que o projeto fosse autorizado em julho de 2008, que se espera que venha a criar 2.500 postos de trabalho e que melhor possa satisfazer as necessidades dos turistas e dos muitos empregados de Roissy-CDG.
O projeto de centro de congressos
Um projeto do centro de congressos, conhecido pelo nome World Trade Center[carece de fontes?] está previsto ser na cidade de Roissy-en-France. O projeto que abrange 13 hectares, deve incluir 21 000 m² de edifícios para escritórios, 50 000 m² de salões de exposições e de showrooms no exterior e 14 000 m² no interior, e três hotéis de quatro estrelas. O edifício permite a aplicação do projeto composto por 17% de espaços verdes com jardim e 2 650 lugares, que foi apresentado em Abril de 2008. A criação deste projeto deverá permitir a criação, de acordo com investidores, de 1 370 empregos.

## Impacto ambiental e social do aeroporto

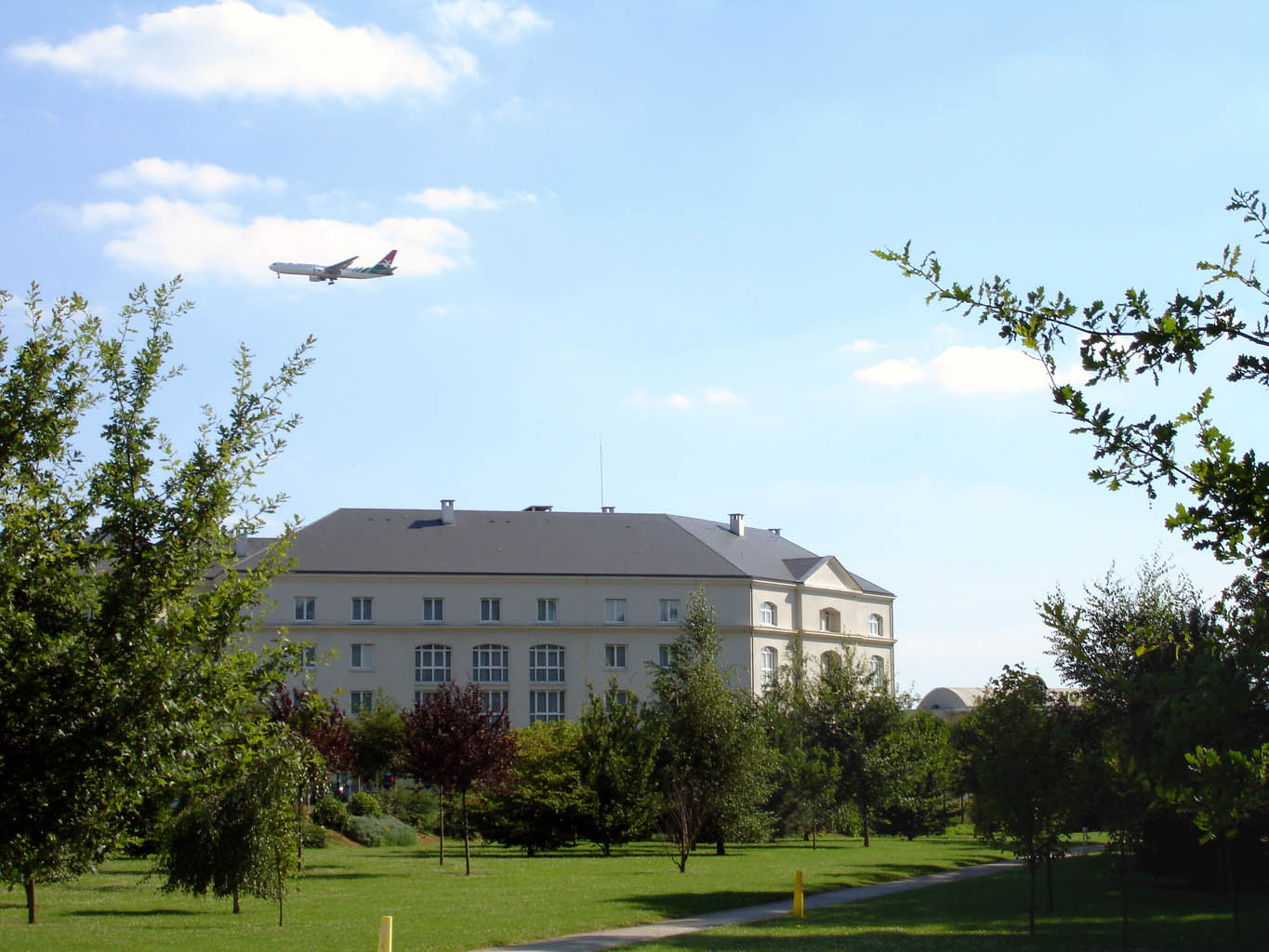
Avião em aproximação sobre o Hotel de Roissy-en-France.

A atividade do aeroporto, que traz consigo uma riqueza para a cidade e para a região em termos de vitalidade econômica, empregos e receitas fiscais, também apresenta inconvenientes. Além da poluição sonora e do risco de acidente, a grande poluição atmosférica causada está cada vez mais posta em causa por associações de proteção dos residentes. Assim, segundo um estudo do jornal Airparif, o aeroporto polui bastante boulevard, uma das estradas mais populares de França.
Até as trajetórias das aeronaves voando generosamente a baixas altitudes(menos de 1 000 metros), as densas zonas urbanas da Île-de-France, em particular do Val-d'Oise, povoada por várias centenas de milhares de pessoas, e numerosas cidades como Sarcelles ou especialmente Villiers-le-Bel, Gonesse e Goussainville são particularmente vulneráveis ao ruído. A aldeia(dita Vieux-Pays)de Goussainville situada a dois quilómetros do eixo de uma pista abandonada por seus habitantes de trinta anos, já não é a aparência de uma cidade fantasma aos domicílios fechados ou isolados.
Um programa de isolamento sonoro é oferecido pela Aéroports de Paris (ADP), tendo a suportar 80% a 100% dos custos honorários do som, de habitação em função do rendimento dos ocupantes e a zona de ruído em causa, o ruído em questão torna-se num desconforto; no entanto, esse programa requer várias etapas e, muitas vezes, um ano, dois ou mais para estar concluído. ADP difunde regularmente uma revista chamada por "Entre voisins" tentando estabelecer uma comunicação regular com os residentes locais e abriu uma casa de ambiente na plataforma, destinadas a informar as pessoas sobre o tráfego aéreo e da distribuição do ruído.

## O plano de exposição ao ruído
O aeroporto é afetado por um plano de exposição ao ruído (PEB) em 1989 e concebido para evitar o aumento da população que ficaria sujeita ao ruído do aeroporto.
Ele foi revisto por um pedido a 3 de Abril de 2007, apesar da oposição da grande população, municípios e associações em causa, mas com um parecer favorável da Comissão de Inquérito.
As hipóteses do PEB são construídas ligadas a um aumento de tráfego atingindo até 680 000 movimentos por ano até 2025, mas um crescimento moderado de ruído, tendo em conta as melhorias técnicas dos motores aeronáuticos e de procedimentos de aproximação e aterragem.
Tendo em conta estes pressupostos e alterações regulamentares, o novo PEB abrange 127 municípios da Ilê-de-France, em vez de 55 no PEB em 1989 (6 comunidades, abrangidas pelo projeto de 5ª pista (Norte-Sul), prevista em 1989, mas abandonada depois, são as mais afetadas pela PEB), e limita ou proíbe o desenvolvimento urbano, em 22 339 hectares em vez de 14 555 tal como se tinha acordado com o ILL 1989. Este, deve acrescentar 31 313 hectares agora classificados na zona D, onde as novas construções são permitidas, mas estão sujeitas ao mesmo nível de reforço de isolamento sonoro. Globalmente, os autores do documento estimam que 172 320 pessoas vivem em áreas sujeitas à proibição ou limitação de oportunidades e limitações para construir.

## Acesso
As maneiras de aceder ao aeroporto têm crescido desde a sua abertura, sendo realmente satisfatórias. O custo do bilhete é de 13 € do centro de Paris.

### Transporte terrestre
RER
CDG está conectado à rede ferroviária suburbana RER, que prestam serviços centrais em Paris três a quatro vezes por hora.
O aeroporto CDG está ligado a Paris pela rota suburbana RER B. Normalmente existem dois tipos de serviços: 4tph de Saint-Rémy-lès-Chevreuse chamada em todas as estações de Cité Universitaire, em seguida Bourg-la-Reine, La Croix de Berny, Antony, Massy – Palaiseau e, em seguida, todas as estações de Saint-Rémy-lès-Chevreuse e 4tph de Massy – Palaiseau (sobre a linha Saint-Rémy'), primeira paragem Gare du Nord e depois todas as estações de Massy - Palaiseau. O meio mais rápido dos serviços leva cerca de 30 minutos para a Gare du Nord, a paragem dos serviços cerca de 35 minutos. Há duas estações RER B dentro do aeroporto:
- uma, chamado Aéroport Charles de Gaulle 1, localizada dentro de Roissypôle (uma área com hotéis e escritórios de empresas) próxima ao terminal 3, e é maneira preferida de acesso aos terminais 1 e 3;
- a outra, chamado Aéroport Charles de Gaulle 2 - TGV, está localizada ao lado da estação do TGV abaixo so terminal 2.

RER B tanto serve o aeroporto CDG bem como os subúrbios no norte de Paris. A linha, operada pela SNCF, sofre de lentidão e saturação. Por estas razões as autoridades francesas começaram estes dois projectos: um, CDG Express. (abertura entre 2012 e 2015), que irá ligar CDG a Paris Gare de l'Est, com comboios concebidos especificamente para os passageiros dos transportes aéreos; o outro, RER B Nord Plus, que vai modernizar e racionalizar as sucursais do norte da RER B.
TGV
O Terminal 2 inclui uma estação do TGV no LGV Interconnexion. A SNCF opera directamente com os serviços do TGV de importantes estações francesas para CDG, incluindo Angers, Avignon, Bordeaux, Dijon, Grenoble, Le Mans, Lille, Arras, Lyon, Marseilles, Montpellier, Nantes, Nîmes, Poitiers, Rennes, Strasbourg, Toulouse, Tours e Valence.
Autocarro
Os autocarros Roissy, operados pela RATP partem dos terminais 1 e 2 e seguem sem paragem para Paris, por detrás do Palais Garnier.
Existe uma estação de autocarros em Roissy, perto da estação da RER B. Os autocarros partem desta estação, incluindo as linhas RATP 350 e 351 com direcção a Paris e os autocarros que vão para o Parc Astérix.
As linhas de autocarro
Quatro linhas de autocarros de RATP servem o aeroporto: 349 a partir da estação do parque de exposições, 350 a partir da estação de Est, 351 a partir do lugar da Nação e Roissybus até Paris-Ópera.
O aeroporto Paris Charles de Gaulle também é servido pela rede CIF (Couriers da Ilê-de-France):
- 20: Roissypole RER <> Mitry-Mory Zac la Villette
- 32: Roissypole RER <> Goussainville Victor Basch
- 39: Roissypole RER <> Parc des Expostions RER <> Vert-Galant RER
- 43: Roissypole RER <> Sevran-Livry RER
- 93: Roissypole RER <> Bobigny Pablo Picasso Métro- tramway
- 349: Route de l'Arpenteur ADP <> Roissypole RER <> Parc des Expositions RER
- 95-01: Roissypole RER <> Survilliers-Fosses RER
- 95-02: Roissypole RER <> Garges-Sarcelles RER <> Montmorency Mairie
- Goëlys 701: Roissypole RER <> Louvres RER
- Goëlys 702: Roissypole RER <> Moussy Le Neuf 22 Arpents
- T'bus: Roissypole RER <> Parc-des-Expositions RER <> Vert-Galant RER
- R4: Roissypole RER <> Louvres RER
- Ligne Parc Astérix (Navette Directe): Roissypole RER <> Parc Astérix.
- Ligne La Mer De Sable (Navette Directe): Roissypole RER <> La Mer de Sable.

O aeroporto também é servido pelas linhas de autocarros da rede de autocarros Air France:
- Linha nº2: Arco do Triunfo - Porte Maillot - Aeroporto Roissy-Charles-de-Gaulle
- Linha nº3: Aeroporto Roissy-Charles-de-Gaulle - Orly Oeste - Orly Sul
- Linha nº4: Estação de Paris Montparnasse - Gare de Lyon - Aeroporto Roissy-Charles-de-Gaulle

Existem também outras redes de autocarros:

#### -A rede TRA(Transportes rápidos de carro)
- 607b: Roissypole RER <> La Courneuve teve lugar a partir de 8 Maio de 1945 - Metro-eléctrico
- 617: Roissypole RER <> Villepinte RER <> Aulnay-Sous-Bois RER

#### -A redeCariane
- L7: Roissypole RER <> Senlis Félix Louat
- L10-11: Roissypole RER <> Compiègne

#### - A rede Cabaro
- CABARO 10: Roissypole RER <> Compiègne

#### - A rede RTA
- Ligne Soissons: Roissypole RER <> Soissons

#### - TVF
- 15: Roissypole RER <> Gare de Lagny - Thorigny SNCF
- 20: Roissypole RER <> Gare de Meaux

#### -TransVO
- TransVO 22: Roissypole RER <> Villers le Bel

#### - VEA autocarroDisneyland
- Roissypole RER <> Disneyland Paris

#### - O Conselho Geral dePicardie(em associação com o CIF)
- Picardie-Roissy: Roissypole RER <> Creil SNCF

#### - O Conselho Geral deVal-d'Oise
- 95.18: Roissypole RER <> Cergy-Pontoise Préfecture RER

#### - A redeNoctilien(SNCF)
- N120: Roissypole RER <> Paris <> Corbeil-Essonnes RER
- N121: Roissypole RER <> Paris <> La Verrière SNCF
- N140: Roissypole RER <> Paris <> Paris Gare de Paris-Est

A estação rodoviária está localizada na estação de RER CDG1, chamado RER Roissypole.